# Dioméd
A Dioméd férfinév a görög Diomédészből ered, ami több mondai alak neve volt. Jelentése: Isten akarata szerint való.

## Gyakorisága
Az 1990-es években szórványos név, a 2000-es években nem szerepel a 100 leggyakoribb férfinév között.

## Névnapok
- március 29.[2]
- augusztus 16.[2]
- szeptember 11.[2]